# Alan McIntyre
Alan McIntyre (né le 20 septembre 1949 à Wanganui) est un joueur de hockey sur gazon néo-zélandais. Il participe aux Jeux olympiques d'été de 1976 et remporte la médaille d'or de la compétition.

## Palmarès

### Jeux olympiques
- Jeux olympiques de 1976 à Montréal,  Canada
  -  Médaille d'or.